# Transiturus de hoc mundo
Transiturus de hoc mundo es el íncipit de la bula papal emitida el 11 de agosto de 1264 por el papa Urbano IV en la que se declaró la fiesta del Corpus Christi (festum corporis) en todo el Rito latino. Esta fue la primera fiesta universal sancionada por el Papa en la historia del Rito Latino.
Tomás de Aquino contribuyó sustancialmente a la bula, principalmente en partes relacionadas con el texto litúrgico de la nueva fiesta. Aquino compuso la secuencia Tantum ergo sacramentum para este propósito. Los sucesores de Urbano IV no ratificaron el decreto, y la fiesta se suspendió hasta 1311, cuando Clemente V la reintrodujo en el Concilio de Vienne.
La bula tenía cuatro partes, la primera trataba sobre el sacramento de la eucaristía, la segunda justifica la nueva fiesta, la tercera instituye la fiesta y la cuarta dicta las indulgencias otorgadas a quienes la celebren. El documento fija la fecha de celebración de la festividad, que será el primer jueves después de la octava de Pentecostés, es decir, once días después. Pentecostés es 50 días después del domingo de Pascua, el domingo posterior a la primera luna llena de la primavera.